# 瓦馬拉湖
瓦馬拉湖，是烏干達的湖泊，由中部區的米特亞納區負責管轄，面積250平方公里，海拔高度1,290米，該湖泊有尖齒鬍鯰、石花肺魚和尼羅口孵非鯽等魚類棲息。